# Parodos
Parodos (πάροδος) is een begrip uit de Griekse tragedie. Het staat voor de opkomst, intocht van het koor en de acteurs (en als zodanig een kenmerkend onderdeel van antiek drama), toegang(sweg) en vandaar ook wel de benaming voor de fysieke plek in het theater (tussen (pro)skènè en orchestra) waarlangs het koor opkwam (die doorgangen worden ook wel eisodoi (mv. van eisodos) genoemd).
Een vaste afspraak met betrekking tot de parodoi hierbij was: wie van links opkwam (voor de toeschouwer), kwam van 'buiten de stad'; wie van rechts zijn entree maakte, kwam 'uit de stad'.